# Madison (Missouri)
Madison è un comune degli Stati Uniti d'America, situato nello Stato del Missouri, nella contea di Monroe.